# Scobinomus serratus
Scobinomus serratus är en mångfotingart som beskrevs av Loomis 1953. Scobinomus serratus ingår i släktet Scobinomus och familjen Atopetholidae. Inga underarter finns listade i Catalogue of Life.